# Walter Damrosch

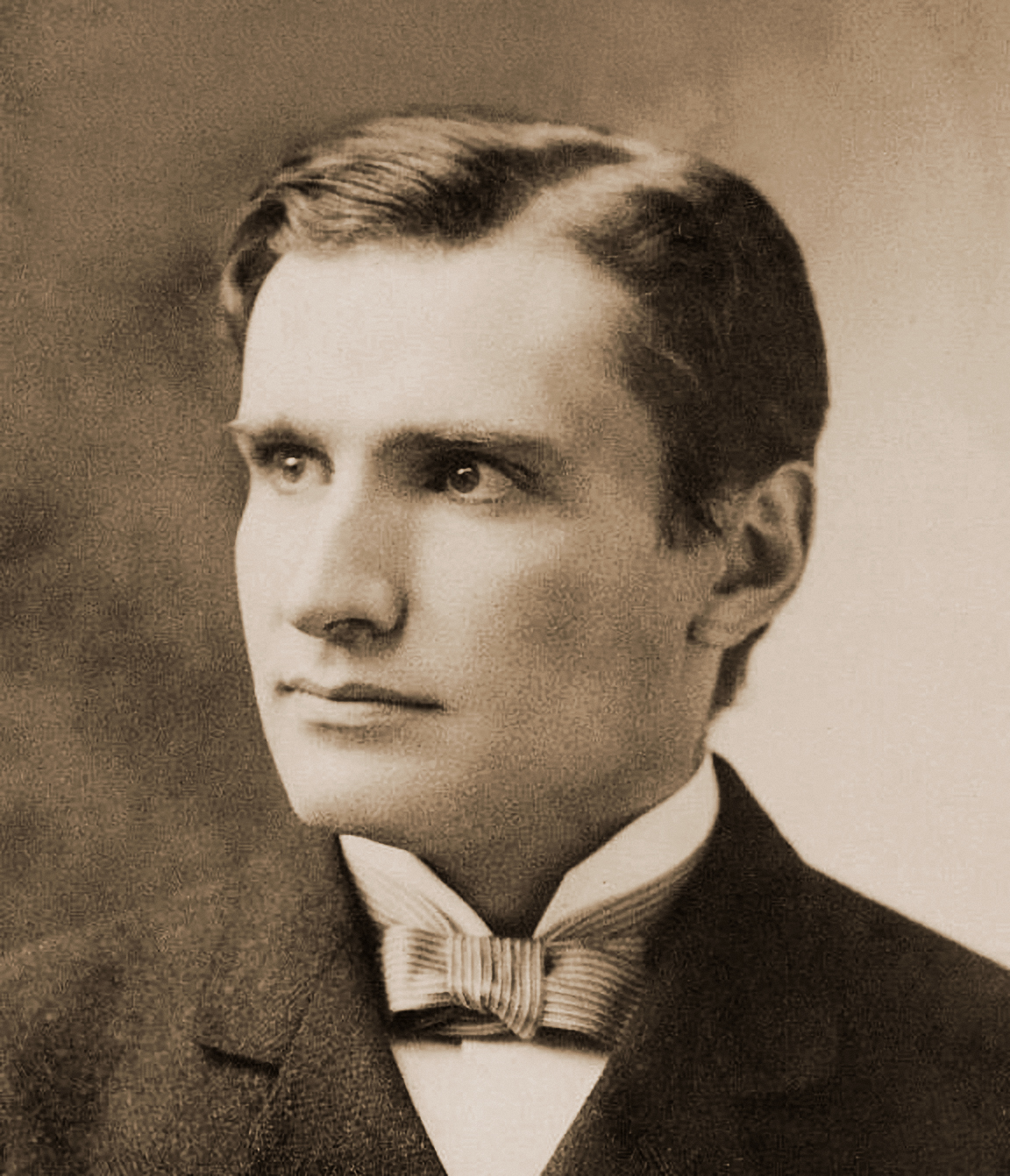
Walter Damrosch (1889)

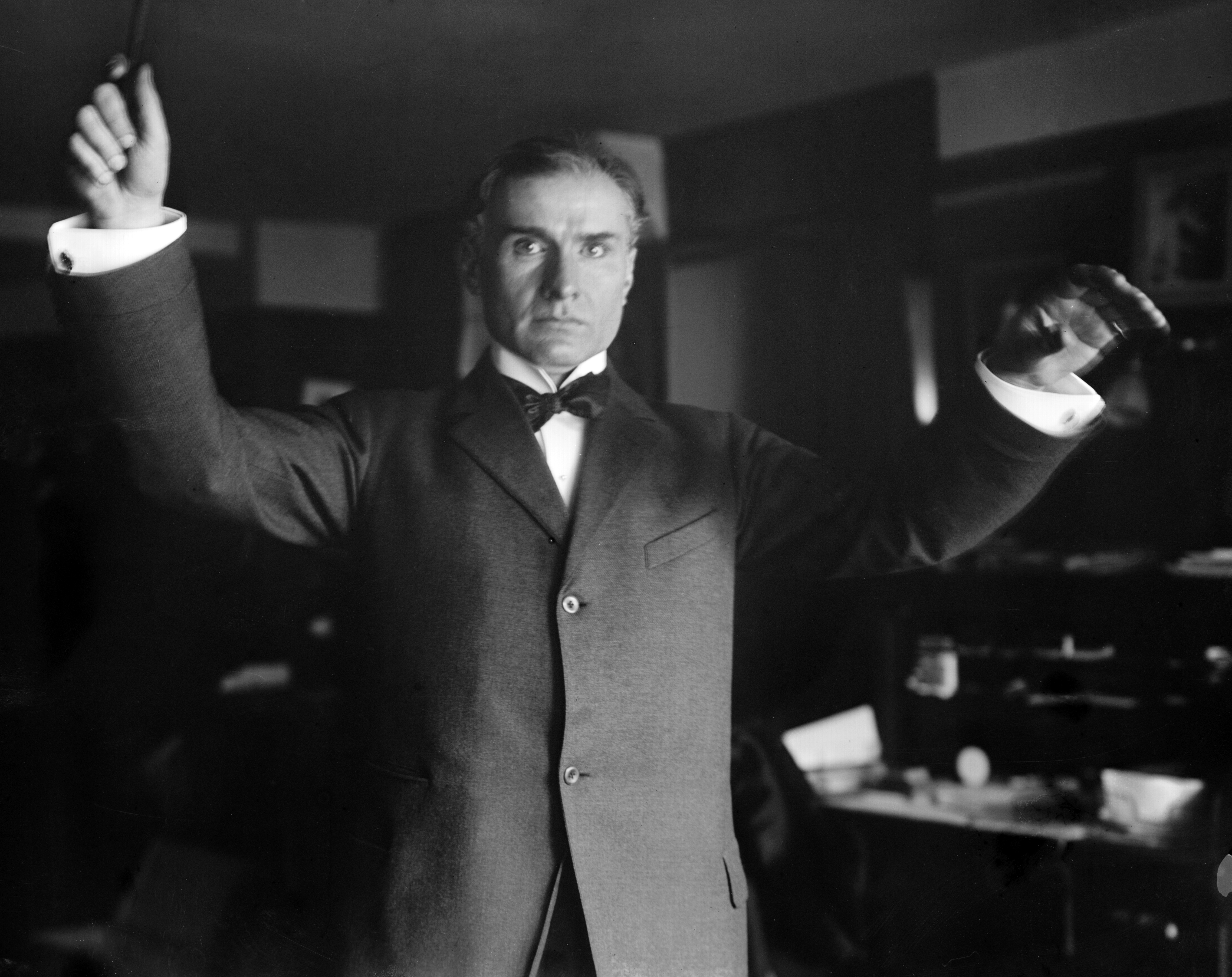
Walter Damrosch (1908)

Walter Johannes Damrosch (* 30. Januar 1862 in Breslau; † 22. Dezember 1950 in New York) war ein US-amerikanischer Dirigent und Komponist deutscher Herkunft.

## Leben
Walter Damrosch war Sohn des Komponisten und Dirigenten Leopold Damrosch (1832–1885) und wurde von diesem unterrichtet. 1871 in die USA emigriert, spielte er eine wichtige Rolle im New Yorker Musikleben um die Wende vom 19. zum 20. Jahrhundert. Durch die Krankheit seines Vaters, der ihm vom Krankenbett Anweisungen gab, dirigierte er am 11. Februar 1885 Tannhäuser an der Metropolitan Opera. 1887 ließ er sich im Dirigieren von Hans von Bülow in Frankfurt am Main unterrichten. Von 1885 bis 1891 war er Assistenzdirigent an der Met, von 1885 bis 1898 und von 1917 bis 1921 trat er die Nachfolge seines Vaters bei der New York Oratorio Society an. Als Nachfolger seines Vaters übernahm er in den Jahren 1885 bis 1928 die Leitung der New York Symphony Society (später in New York Symphony Orchestra umbenannt). Von 1894 bis 1899 leitete er daneben auch eine eigene Operntruppe (Damrosch Opera Company) mit deutschen Sängern, die spätere Damrosch-Ellis Company.
Im Frühling 1887 begegnete Damrosch auf einer Schiffsreise von New York nach Southampton Andrew Carnegie. Sie freundeten sich an und entwickelten gemeinsam die Idee der Carnegie Hall, deren Bau 1890 aufgenommen wurde. Andrew Carnegie finanzierte den Bau des Konzerthauses und kam auch über viele Jahre hinweg für die Verluste auf, die der Betrieb des Hauses verursachte. Seit den Eröffnungskonzerten von 1891 (als er sich das Dirigieren mit Tschaikowski teilte) bis zu seiner letzten Vorstellung mit den New York Philharmonikern am 27. März 1942 trat Damrosch 850-mal in der Carnegie Hall auf.
Von dem fulminanten Erfolg von George Gershwins Rhapsody in Blue stark beeindruckt, beauftragte Damrosch Gershwin, für die New York Symphony Society ein Orchesterwerk zu schreiben. Dieser sagte ein Klavierkonzert zu und erhielt die Garantie von sieben Auftritten als Solist in New York, Philadelphia, Washington und Baltimore. Die Uraufführung des Concerto in F fand am 3. Dezember 1925 in der Carnegie Hall mit dem Komponisten am Klavier unter der Leitung von Damrosch statt. Damrosch dirigierte auch die Uraufführung von Gershwins An American in Paris am 13. Dezember 1928.
Damrosch machte sich besonders einen Namen als Wagner-Dirigent, setzte sich aber auch für seine amerikanischen Zeitgenossen wie George Gershwin und Aaron Copland ein. 1921 war er Mitbegründer des Amerikanischen Konservatoriums in Fontainebleau.
Als Berater der NBC  von 1927 bis 1947 wurde er einer der Pioniere von Rundfunksendungen mit klassischer Musik. Mit seiner Begrüßung „Good morning, my dear children“ hat er eine ganze Generation von Amerikanern mit klassischer Musik bekannt gemacht. Er führte auch Konzerte an Sonntag-Nachmittagen ein, die der arbeitenden Bevölkerung eine Teilnahme ermöglichen sollten.
1898 wurde er in die American Academy of Arts and Letters und 1939 in die American Philosophical Society gewählt.
Damrosch heiratete am 17. Mai 1890 Margaret Blaine (1867–1949), die Tochter des Politikers und Präsidentschaftskandidaten James G. Blaine (1830–1893). Sie hatten vier Töchter: Alice, Margaret (Gretchen), Leopoldine und Anita.
1923 verfasste Damrosch unter dem Titel My Musical Life eine Autobiographie.

## Werke
Opern
- The Scarlet Letter (Boston, 10. Februar 1896)
- The Dove of Peace, comic opera (Philadelphia, 15. Oktober 1912)
- Cyrano (New York, 27. Februar 1913)
- The Man without a Country (12. Mai 1937)
- The Opera Cloak (New York, 3. November 1942)

Bühnenmusik
- Euripides’ Iphigenia in Aulis (Berkeley, 1915) und Medea (Berkeley, 1915);
- Sophocles’ Electra (New York, 1917)

Andere Musik
- Das Brandmal,  nichtaufgef. 1892/97 Schauspielmusik
- Manila Te Deum (New York, 1898)
- An Abraham Lincoln Song für Bariton, Chor und Orchester (1935)
- Dunkirk für Bariton, Männerchor und Kammerorchester (NBC, May 2, 1943)
- Kammermusik und Lieder. Danny Deever aus Rudyard Kipling’s Barrack-Room Ballads ist einer von Damroschs berühmtesten Songs.